# Attheyella oculta
Attheyella oculta är en kräftdjursart som först beskrevs av Andreas Kiefer 1926.  Attheyella oculta ingår i släktet Attheyella och familjen Canthocamptidae. Inga underarter finns listade i Catalogue of Life.